# 港・坂道・異人館
『港・坂道・異人館』（みなと・さかみち・いじんかん）は、1977年11月1日に日本コロムビアから発売されたいしだあゆみ通算50枚目のシングル。規格品番: PK-84。

## 解説
いしだあゆみ1977年第2弾の通算50枚目のシングル。
両面の楽曲とも、作詞は喜多條忠、作曲は大野克夫、編曲は、馬飼野康二がつとめている。
今作発売翌月の1977年末『第28回NHK紅白歌合戦』で歌唱した。

## 収録曲
両曲とも、作詞: 喜多條忠、作曲: 大野克夫、編曲: 馬飼野康二
1. 港・坂道・異人館
2. 誘惑者

## 収録作品
- 港・坂道・異人館
  - いしだあゆみ・しんぐるこれくしょん
  - GOLDEN☆BEST いしだあゆみ